# Aïdhónia
Aïdhónia (Aidonia) är en ort i Grekland.   Den ligger i prefekturen Nomós Korinthías och regionen Peloponnesos, i den södra delen av landet, 100 km väster om huvudstaden Aten. Aïdhónia ligger 315 meter över havet och antalet invånare är 200.
Terrängen runt Aïdhónia är kuperad åt nordost, men åt sydväst är den bergig. Aïdhónia ligger nere i en dal. Runt Aïdhónia är det ganska glesbefolkat, med 26 invånare per kvadratkilometer. Närmaste större samhälle är Nemea, 7,6 km öster om Aïdhónia. 